# Koijärvirörelsen

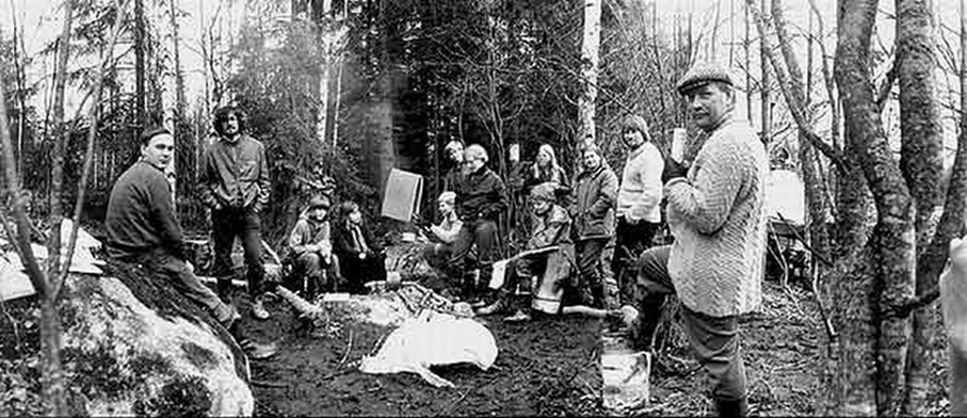
Några av aktivisterna vid Koijärvi 21 april 1979.

Koijärvirörelsen (finska: Koijärvi-liike) var en finländsk miljörörelse som startade våren 1979. Dess mål var att stoppa utdikningen av sjön Koijärvi, en viktig fågelsjö i Koijärvi nära Forssa. Kampen pågick i två år och förenade tidigare åtskilda, mindre grupper av miljöaktivister till en nationell miljörörelse.
Koijärvirörelsen var en av de mest framträdande av dåtidens våg av miljöaktioner som ledde fram till bildandet av det politiska partiet Gröna förbundet och även bidrog till bildandet av ett miljöministerium i Finland.